# Live Rockowisko '83
Live Rockowisko '83 – album zespołu TSA wydany w 1984.

## Lista utworów
- A1 "Maratończyk"
- A2 "Ty, on, ja"
- A3 "Kocica"
- A4 "Koszmarny sen"
- A5 "Trzy zapałki"
- B1 "Chodzą ludzie"
- B2 "Bez podtekstów"
- B3 "Plan życia"
- B4 "Biała Śmierć"
- B5 "Wpadka"
- B6 "Alien"

## Twórcy
- Marek Kapłon – perkusja
- Stefan Machel – gitara
- Marek Piekarczyk – wokal
- Andrzej Nowak – gitara
- Janusz Niekrasz – gitara basowa